# Silene syreistschikowii
Silene syreistschikowii är en nejlikväxtart som beskrevs av Smirnov. Silene syreistschikowii ingår i släktet glimmar, och familjen nejlikväxter. Inga underarter finns listade i Catalogue of Life.